# Fuchsschwanzmoos
Das Fuchsschwanzmoos oder Fuchsschwanz-Bäumchenmoos (Thamnobryum alopecurum, auch Thamnium alopecurum) ist ein pleurokarpes (seitenfrüchtiges) Moos. Es hat 5–15 cm lange, dunkel- bis olivgrüne Stängel, die locker nebeneinander stehen und sich besonders charakteristisch bäumchenartig verzweigen. Seine Blätter sind eiförmig und kurz zugespitzt. Der Blattrand ist unten gezähnt, und im oberen Teil gesägt. Die Blattrippe reicht nicht ganz bis zur Mitte des Blattes.
Sein Kapselstiel ist 1–1,5 cm lang, etwas gebogen und entspringt seitlichen Kurztrieben. Die braune, eiförmige Kapsel steht geneigt bis waagerecht auf dem Stiel. Sie hat einen kegeligen, kurzgeschnäbelten Deckel. Die Sporenreife erfolgt im Winter.
Das Fuchsschwanzmoos braucht schattigen, feuchten und kalkhaltigen Untergrund und kommt vom Tiefland bis 1000 m meist in Laubwäldern und an Bachufern vor.